# Bore Lee
Boris Ivković (umjetničkog imena Bore Lee) je hrvatski samouki glumac i redatelj iz Sinja.
Tvorac je vlastitog serijala filmova koji su u kritičarskim krugovima okarakterizirani kao "trash" karate/kung-fu filmovi. 
Filmovi su mu uglavnom srednjemetražni, vremenski traju od 30 do 60 minuta, sadržajem nadahnuti filmovima Brucea Leeja.
Iako su filmovi Bore Leeja siromašno opremljeni i nisu snimani kvalitetnom opremom (proračun često nije bio veći od 300 kuna ), autorova prirodnost i jednostavnost je našla svoj velik krug obožavatelja u Hrvatskoj i susjedstvu, a privukla je i poznata hrvatska estradna imena za nastup u njegovima filmovima.

## Filmovi
- U kandžama orla (1994.)
- Smrtonosna igra (1999.)
- Rušilački udarci (2000.)
- Otrovne ruke (2001.)
- Vrijeme velikog obračuna (2002.)
- Jači od bande (2003.)
- U kandžama velegrada (2003.)
- Čuvaj se sinjske ruke (2004.)
- Zlatne palice (2005.) (Zlatne čaklje)
- Sravnjeni sa zemljom (2005.)
- Otok razvrata i zla (2006.)
- Borilica (2006.)
- Maskirani pljačkaš (2007.)
- Velike stijene (2010.)
- Duboki tragovi zla (2011.)
- Teška tama (2014.)[1][2]
- Novčanik (2015.)

Svi filmovi su mu igrani filmovi, osim "Borilice", koji je obrazovno-dokumentarni film.

## Vanjske poveznice
- IMDb stranica